# Peter Thomson
Peter William Thomson AO, CBE (23 de agosto de 1929 – 20 de junho de 2018) foi um jogador de golfe profissional australiano.

## Carreira
Ele ganhou o Aberto Britânico de Golfe cinco vezes entre 1954 e 1965.

## Morte
Peter morreu em Melbourne, em 20 de junho de 2018, depois de quatro anos de batalha com a doença de Parkinson. Desde de 1988.